# Ledesma (Salamanca)
Ledesma is een gemeente in de Spaanse provincie Salamanca in de regio Castilië en León met een oppervlakte van 141,22 km². Ledesma telt 1.767 inwoners (1 januari 2016).